# Iljuschin Il-16
Die Iljuschin Il-16 (russisch Илью́шин Ил-16) war ein sowjetisches leichtes Erdkampfflugzeug, das am Ende des Zweiten Weltkriegs vom Konstruktionsbüro Iljuschin entwickelt wurde. Prinzipiell handelte es sich dabei um eine kleinere Version der Iljuschin Il-10, wurde aber von einem Mikulin AM-43NW angetrieben. Man erhoffte sich dadurch eine höhere Geschwindigkeit und bessere Manövrierfähigkeit als die des Vorgängers. Es stellte sich allerdings heraus, dass die Mängel des Motors nicht behoben werden konnten und so wurde die Entwicklung im Sommer 1946 eingestellt.

## Entwicklung
Der Il-10, die bereits über eine hohe Leistungsfähigkeit verfügte, sollte mit der Il-16 1944 ein leichtes Erdkampfflugzeug mit höherer Geschwindigkeit und besserer Manövrierbarkeit folgen. Der neue Entwurf wurde von einem wassergekühlten Mikulin-AM-43NW-Triebwerk angetrieben, das eine Startleistung von 2300 PS besaß. Die Konstruktion war sowohl aerodynamisch als auch strukturell praktisch identisch zur Il-10, aber kleiner und leichter. Zusammen mit dem stärkeren Motor sollte die Il-16 signifikant schneller sein. Der Flugzeugrumpf war in Iljuschins bewährter Panzerung ausgeführt, die allerdings leichter war als die der Il-10.
Die Maschine verfügte über die gleichen Kanonen Nudelman-Suranow NS-23 wie die Il-10, die ebenfalls in den Flügeln angebracht waren. Zusätzlich war ein Paar SchKAS-Maschinengewehre in den äußeren Flügelverkleidungen verbaut.
Dem Bordschützen stand eine nach hinten gerichtete Beresin B-20 zur Verfügung. Zusätzlich konnte er auf ein Magazin von zehn AG-2-Luftgranaten zurückgreifen, um Verfolger abzuwehren. Als Standardbombenlast sollten ursprünglich 200 kg zur Verfügung stehen, die in zwei Bombenschächten in den inneren Flügeln untergebracht oder an Aufhängungen unter den Flügeln angebracht werden sollten und auf bis zu 400 kg erhöht werden konnten. Die Standardbombenlast wurde schließlich auf 400 kg erhöht, die auf bis zu 500 kg erhöht werden konnte.
Die genaue Zahl der gebauten Prototypen ist unklar. Manche Quellen nennen drei – von zwei Maschinen existieren Fotos. Der Erstflug fand 1945 statt. Das Drehmoment des Motors, kombiniert mit dem relativ kurzen Rumpf führte dabei zu einer schlechten Längsstabilität. Um dieses Problem zu lösen, wurde der Rumpf des zweiten Prototyps um 500 mm verlängert und die Fläche des Höhenleitwerks vergrößert und um ein Trimmruder ergänzt. Diese Änderungen verbesserten zwar die Flugeigenschaften der Maschine, aber das Triebwerk erwies sich als unzuverlässig und verlängerte die Flugtests bis ins Jahr 1946. Die Probleme hielten sich jedoch hartnäckig und die Entwicklung wurde im Sommer 1946 eingestellt.

## Technische Daten
| Kenngröße             | Daten |
| --------------------- | --- |
| Besatzung             | 2 |
| Länge                 | 10,69 m |
| Spannweite            | 12,50 m |
| Flügelfläche          | 24,00 m² |
| Flügelstreckung       | 6,5 |
| Leermasse             | 4315 kg |
| Startmasse            | 5780 kg |
| Antrieb               | ein V12-Ottomotor Mikulin AM-43NW mit 2.300 PS (1.692 kW) |
| Höchstgeschwindigkeit | 529 km/h in Bodennähe 576 km/h in 2700 m Höhe |
| Landegeschwindigkeit  | 175 km/h |
| Reichweite            | maximal 800 km |
| Startstrecke          | 400 m |
| Bewaffnung            | 2 × starre SchKAS-Maschinengewehre, 7,62 × 54 mm R 2 × starre MK Nudelman-Suranow NS-23, 23 × 115 mm 1 × bewegliche MK Beresin B-20, 20 × 99 mm im Abwehrstand bis zu 500 kg Bombenlast |